# Asteria Regio
Asteria Regio is een hoogvlakte op de planeet Venus. Asteria Regio werd in 1982 genoemd naar Asteria, een titaan uit de Griekse mythologie.
De regio heeft een diameter van 1137 kilometer en bevindt zich in de quadrangles Hecate Chasma  (V-28) en Kawelu Planitia (V-16), ten noordwesten van Phoebe Regio.
Tussen de twee hoogvlaktes Asteria Regio en Phoebe Regio liggen complexe kloven richting noordoosten-noordwesten, geproduceerd toen de korst van Venus uit elkaar werd getrokken door extensionele krachten. Sommige ervan zijn gevuld met jongere lavastromen. De ravijnen zijn 5 tot 10 kilometer breed, 50 tot 100 kilometer lang en omrand door breuklijnen van ongeveer honderd meter hoog.